# Bulbamphiascus incus
Bulbamphiascus incus är en kräftdjursart som beskrevs av Gee 2005. Bulbamphiascus incus ingår i släktet Bulbamphiascus, och familjen Miraciidae. Arten är reproducerande i Sverige.